# Віла-Нова-де-Монсарруш
Таменгуш (порт. Tamengos; МФА: [tɐ.ˈmẽ.guʃ]) — парафія в Португалії, у муніципалітеті Анадія. Розташована в західній частині країни, на теренах історичної португальської провінції Бейра. Входить до складу округу Авейру. За адміністративним поділом, чинним до 1976 року, терени парафії були складовою провінції Берегова Бейра. Належить до Авейрівської діоцезії Католицької церкви. Патрон — святий Петро. Площа — 8,1577 км². Населення — 1602 ос. (2011). Середньо урбанізований регіон. Густота населення — 196,38 осіб/км²
. Код — 010311.

## Географія

Анадія (2013)
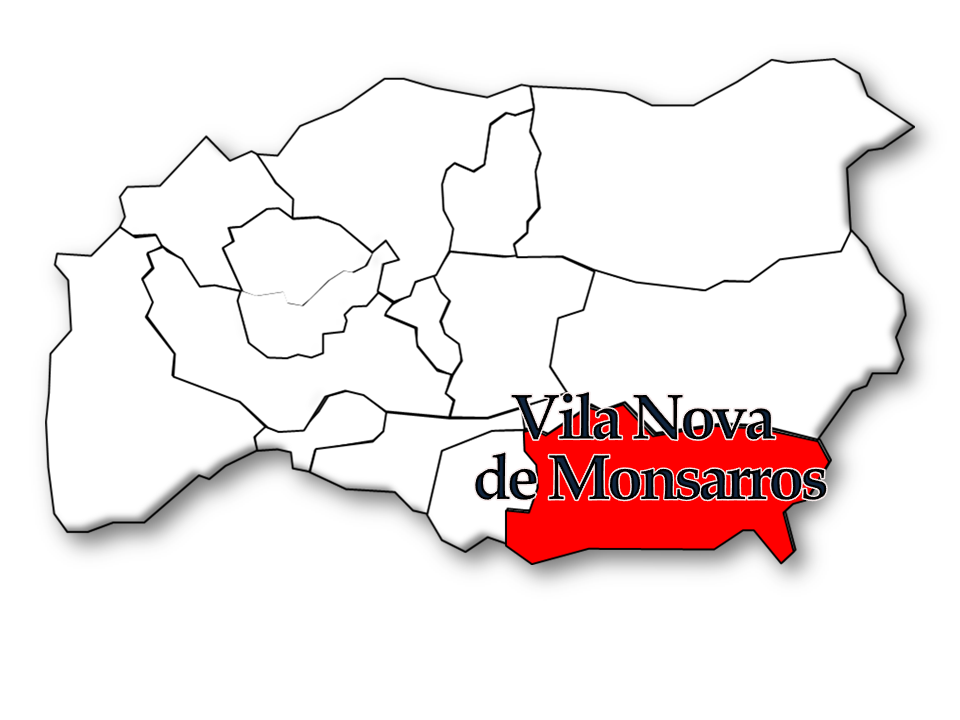
Віла-Нова-де-Монсарруш

## Населення
| Кількість мешканців | Кількість мешканців | Кількість мешканців | Кількість мешканців | Кількість мешканців | Кількість мешканців | Кількість мешканців | Кількість мешканців | Кількість мешканців | Кількість мешканців | Кількість мешканців | Кількість мешканців | Кількість мешканців | Кількість мешканців | Кількість мешканців |
| ------------------- | ------------------- | ------------------- | ------------------- | ------------------- | ------------------- | ------------------- | ------------------- | ------------------- | ------------------- | ------------------- | ------------------- | ------------------- | ------------------- | ------------------- |
| 1864                | 1878                | 1890                | 1900                | 1911                | 1920                | 1930                | 1940                | 1950                | 1960                | 1970                | 1981                | 1991                | 2001                | 2011                |
| 1.158               | 1.337               | 1.453               | 1.377               | 1.491               | 1.416               | 1.582               | 1.731               | 1.979               | 2.096               | 1.825               | 2.009               | 2.098               | 2.001               | 1.713               |